# Новопетропавлівський рудник
Новопетропавлівський рудник – колишнє гірничодобувне підприємство у Оренбурзькій області Росії.
Рудник ввели в дію у 1975-му для розробки Новопетропавлівського родовища залізних руд Орсько-Халіловської групи родовищ (можливо відзначити, що їх особливістю є природньо-легований склад – з високим вмістом нікелю та хрому). Споживачем продукції рудника виступав розташований неподалік у Новотроїцьку Орсько-Халіловський металургійний комбінат.
Розробка велась відкритим способом із відносно незначної глибини – не більше за півсотні метрів.
Видобуток на Новопетропавлівському руднику припинився вже у 1985-му (можливо відзначити, що з усіх родовищ Орсько-Халіловської групи наразі лише Новопетропавлівське та Новокиївське родовища побували у розробці).